# Analog Bubblebath Vol 2
| Críticas profissionais        | Críticas profissionais |
| Avaliações da crítica         | Avaliações da crítica  |
| Fonte                         | Avaliação              |
| ----------------------------- | ---------------------- |
| The Rolling Stone Album Guide | [ 1 ]                  |

Analog Bubblebath Vol 2 é o segundo EP do produtor de música eletrônica Aphex Twin. É o segundo lançamento da série Analogue Bubblebath (embora esteja escrito "Analog Bubblebath" neste lançamento).
"Aboriginal Mix" (também conhecido como "Digeridoo") foi transmitido pela primeira vez a partir de uma fita DAT por Colin Faver em seu programa Kiss FM, Demo DAT Session, levando ao lançamento do EP pela Rabbit City Records de Faver e Gordon Matthewman em 1991.
Digeridoo foi posteriormente adquirido pela R&S Records e lançado como single Digeridoo e na compilação Classics. Todas os três mixes são idênticos. Em agosto de 2015, James carregou a terceira faixa no SoundCloud com o título "Alien Fanny Farts AB2 q". 

## Lista de faixas
Lado A
| N.º | Título           | Duração |  |
| 1.  | "Aboriginal Mix" | 7:11    |  |

Lado B
| N.º            | Título         | Duração |  |
| 2.             | Sem título     | 3:49    |  |
| 3.             | Sem título     | 3:55    |  |
| Duração total: | Duração total: | 14:54   |  |

## Ligações externos
- Analog Bubblebath Vol 2 (em inglês) no Discogs
- "Alien Fanny Farts AB2 q" no SoundCloud